# Euphorbia polycnemoides
Euphorbia polycnemoides es una especie fanerógama perteneciente a la familia de las euforbiáceas.  Es originaria de   África subsahariana y África oriental.

## Descripción
Es una planta anual o perenne de corta vida con los tallos erectos y ramificados que alcanzan los 35 cm de altura, toda la planta a menudo teñida de rojo, con las hojas lanceoladas de 6,5-15 (-18) x 2-5   mm, la base oblicuamente redondeada a subcordadaa, no es espinosa.

## Ecología
Se encuentra en zonal arboladas de pastizales, áreas perturbadas, a menudo en las laderas rocosas de las zonas abiertas de bosques caducifolios, en dunas fijas y arenas, pedregales, lugares húmedos, bandas de laterita; en bosque de Brachystegia, a una altitud de 275-2000 metros.

## Taxonomía
Euphorbia polycnemoides fue descrita por Hochst. ex Boiss. y publicado en Prodromus Systematis Naturalis Regni Vegetabilis 15(2): 46. 1862.
Etimología
Euphorbia: nombre genérico que deriva del médico griego del rey Juba II de Mauritania (52 a 50 a. C. - 23), Euphorbus, en su honor – o en alusión a su gran vientre –  ya que usaba médicamente Euphorbia resinifera. En 1753 Carlos Linneo asignó el nombre a todo el género.
polycnemoides: epíteto
Sinonimia
- Anisophyllum polycnemoides (Hochst. ex Boiss.) Klotzsch & Garcke
- Chamaesyce polycnemoides (Hochst. ex Boiss.) Soják[6][1]